# Carex petelotii
Carex petelotii là một loài thực vật có hoa trong họ Cói. Loài này được Gross mô tả khoa học đầu tiên năm 1938.